# Hylogenesis
Hylogenesis é uma teoria física sobre o mecanismo por trás das origens da matéria escura e da antimatéria. Foi proposto em agosto de 2010 em um artigo de Hooman Davoudiasl, David E. Morrissey, Kris Sigurdson e Sean Tulin. É um mecanismo para gerar as densidades de bárions e de matéria escura do Universo. Um férmion {\displaystyle x} de Dirac que carrega uma carga de número bárion conservado acopla-se aos quarks do modelo padrão, bem como a um setor oculto em escala GeV.

## Teoria
A teoria envolve um férmion {\displaystyle x} e sua antipartícula {\displaystyle {\bar {x}}} os quais podem se acoplar em quarks no setor visível e em partículas ocultas em um setor oculto, um setor que não faz parte do Modelo Padrão. Os estados ocultos têm massas próximas a um GeV e acoplamentos muito fracos a partículas no modelo padrão. {\displaystyle X} e {\displaystyle {\bar {x}}}, respectivamente, decaem em matéria bariônica ou matéria bariônica oculta, e em matéria antibariônica ou matéria antibariônica oculta, violação de CP e o número de quark bárion.  Um excesso de matéria bariônica é criado no setor visível e um excesso de antimatéria é criado no setor oculto. A antimatéria oculta é explicada como sendo matéria escura estável. As partículas  {\displaystyle x} e {\displaystyle {\bar {x}}} têm uma carga de número bárion conservada, portanto, cargas iguais e opostas aparecem nos setores visível e oculto. Portanto, a carga total dos bárions do Universo permanece zero.